# Марі Себаг
Марі Себаг (народилась 15 жовтня 1986 року в Парижі) — французька шахістка, гросмейстер, дворазова чемпіонка Франції серед жінок 2000 та 2002 років.
Її рейтинг станом на червень 2023 року — 2421 (39-те місце у світі, 1-ше — серед шахісток Франції).

## Турнірні результати
1998 року виграла чемпіонат Європи серед дівчат у віковій категорії до 12 років, повторивши успіх наступного року у категорії до 14 років, а також у 2002 році (у категорії до 16 років). У 2004 році розділила перше місце на чемпіонаті світу серед дівчат до 18 років з Йолантою Завадською, яка перемогла на тай-брейку. Дійшла до чвертьфіналу чемпіонату світу серед жінок 2006 в якому вона програла Світлані Матвєєвій.

## Титули
Себаг вже була міжнародним майстром і жіночим гросмейстером, коли вона виконала другу гросмейстерську норму під час турніру «Hogeschool Zeeland» у Вліссінгені в серпні 2007 року, де вона виграла гру проти колишнього чемпіона світу ФІДЕ Рустама Касимджанова. Третю норму виконала під час чемпіонату Європи серед жінок у травні 2008 року, ставши гросмейстером.

## Зміни рейтингу
| На цьому місці має відображатися графік чи діаграма, однак з технічних причин його відображення наразі вимкнено. Будь ласка, не видаляйте код, який викликає це повідомлення. Розробники вже працюють для того, щоби відновити штатне функціонування цього графіка або діаграми. | |
| | На цьому місці має відображатися графік чи діаграма, однак з технічних причин його відображення наразі вимкнено. Будь ласка, не видаляйте код, який викликає це повідомлення. Розробники вже працюють для того, щоби відновити штатне функціонування цього графіка або діаграми. |